# 古田徳昌
古田 徳昌（ふるた のりまさ、1928年3月27日 - 2019年9月9日）は、日本の通商産業官僚。通商産業省貿易局長を最後に退官後、電源開発理事等を経て、マツダ第7代社長に就任。

## 来歴
大分県宇佐市出身。実兄は珉珉創業者であり日本画家の古田安夫。中津商業学校（現大分県立中津東高等学校)、大分経済専門学校（現大分大学経済学部）を経て、東京大学経済学部卒業。
1952年（昭和27年）、通商産業省入省。同期には杉山和男(通産省事務次官)、並木信義（名古屋市大教授）、小松国男（通産審議官）、小島英敏（経企次官）、谷村昭一（経企次官、日商専務理事）、服部典徳（工業技術院総務部長）、倉部行雄（防衛庁装備局長）、平林勉（官房審議官）などがいる。椎名悦三郎通産大臣の秘書官として仕え、同大臣の薫陶を受ける。1969年より1973年まで、在フランス日本大使館参事官として赴任。帰国後、航空機課長、自動車部長、資源エネルギー庁石油部長などを歴任。1981年通商産業省貿易局長から退官後、電源開発理事に就任。
1985年（昭和60年）マツダ入社。同社専務を経て、1987年（昭和62年）12月、マツダ社長に就任、初の会社外部出身の社長となる。これは田原総一朗によると、当時社長山本健一が体調不良に加えプラザ合意以降の円高不況で経営悪化したため退任することになり、当初山本は副社長でメインバンクである住友銀行出身であった和田淑弘を社長に推薦したが巽外夫住友銀行頭取が拒否したため、2番目の候補として専務の古田を推薦したことによるものだったという。マツダ社長として、社風改革や国内シェア10%を目標に大胆かつ柔軟な攻めの経営戦略をとった。
- 当時、貿易自由化が進み通産省でも国内メーカー再編が検討されていたため、生き残りをかけて上位3社を目指し販売5チャンネル化を推進した[4][5]。ただし後にこの方針は過剰投資と批判されている[1]。
- 往年の軽自動車・キャロルをオートザムブランドで発売、高級セダン・センティア、カペラセダンの後継車・クロノス、ロードスター発売などを行った。

またマツダのスポーツ活動にも力を入れている。
- ルマン24時間レースにロータリーエンジン搭載車での参戦を決断する[2]。結果1991年のル・マン24時間レースで日本勢として初優勝を経験した[2][5]。これはロータリーエンジンによる参加が認められた最後の年での初優勝であった。
- 日本のサッカーリーグのプロ化が計画されており、マツダサッカークラブもプロリーグ参加を打診されていたものの、マツダ本体は当初は経営的な問題から参加に消極的であった。これに対し県サッカー協会をはじめとする多くの関係者が嘆願に訪れ、1991年1月22日夕刻には竹下虎之助広島県知事との会談が設けられた。県からの援助の約束を取りつけ、翌23日リーグ加入の方向を正式表明した。そしてマツダサッカークラブを母体とするサンフレッチェ広島が誕生した[5][6]。

1988年から1992年までマツダ財団理事長を兼務、マツダ社長退任後の1992年4月Jリーグ・サンフレッチェ広島初代球団社長に就任し、任期中Jリーグステージ優勝も経験した。その後は日本サイクリング協会会長などを歴任している。
2019年9月9日、心不全のため死去。91歳没。